# Franciszek II Acciaiuoli

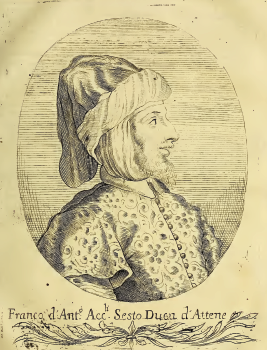
Franciszek II Acciaiuoli

Franciszek II Acciaiuoli (zm. 1460) – władca Księstwa Aten w latach 1455–1456. Książę Teb w latach 1456 – 1460. Syn Antoniego II Acciaiuoliego.

## Życiorys
Ostatni książę Aten. Został osadzony na tronie książęcym po obaleniu przez sułtana Mehmeda II jego brata Franciszka I i regentów Klary Zorzi i Bartłomieja Contariniego. Po roku rządów Franciszka II Turcy ostatecznie zajęli Ateny, zostawiając mu niepewne rządy nad Tebami i Beocją. To szczątkowe państwo przetrwało do 1460 roku, kiedy Franciszek II został zamordowany z rozkazu sułtana Mehmeda II.